# Northrop F-20 Tigershark
Northrop F-20 Tigershark (angleško Tigrski morski pes) je ameriško vojaško lovsko letalo. Svoje čase je bilo to eno iz med  najboljših letal tega tipa. Nastalo je v zelo optimističnem projektu Northropa, ki pa se ni obnesel. Pravzaprav je doživel velik polom. Za neuspeh je bilo več razlogov. Najbolj pa je vplivala politika in nastanek zelo uspešnega letala F-16 Fighting Falcon. Vse skupaj je bilo narejenih tri prototipe tega letala. Od tega sta dve letali strmoglavili med prodajno demonstracijo. Tretjo letalo pa so podarili znanstvenemu središču v Kaliforniji. 

## Zgodovina nastanka letala F-20 tigershark
Northrop se je zaradi bogatih izkušenj odločil za privaten projekt. Letalo so začeli razvijati leta 1975. Za osnovo so uporabili letalo Northrop F-5. Za razvoj letala je Northrop odštel neverjetnih 1.2 miljarde dolarjev. To je do danes največji zaseben vojaški projekt. V letu 1982 je to letalo prvič poletelo. Na začetku se je letalo imenoval tigershark. Vendar so mu v letu 1983, ko  so dobili dovoljenje iz Pentagona, dodali predznak F-20. F-20 tigershark se je od letala F-5 razlikoval po številu motorjev. Iz dveh motorjev so prešli na en motor. Zaradi zelo sposobnega motorja, ki se je pojavil na trgu, se je potisk povečal. Kljub temu, da je imel le en motor. Novost je bil tudi radar, ki se je izkazal za zelo zmogljivega. Letalo je odlikovalo odlično razmerje med zmogljivostjo in ceno. Vendar do prodaje ni prišlo. Ne glede na to, da je letalo poželo nemalo zanimanja. Letalo ni šlo v prodajo tudi zaradi takratnega političnega vrha, ki je uvedel omejitve prodaje nekaterih zmogljivih letal. Razlog je bil tudi letalo F-16, ki sta z letalom F-20 tigershark sodila v isti cenovni razred. Vendar se je F-16 izkazal za zmogljivejšega. Ker prodaja F-20 ni zaživela se je Northrop odločil ukiniti projekt. Od treh prototipov tigersharka, ki so bili zgrajeni, sta od tega dva strmoglavila med prodajno demonstracijo. Tretji, ki je  preživel je bil prenovljen in podarjen znanstvenemu centru v Kaliforniji. Zanimanje za letalo je pokazal Pakistan, ki izdeluje podobno letalo pod imenom JF-17 Thunder.

### GG1001
To je prva verzija letala tigershark, ki pa je se je od F-5G razlikoval le po številu motorjev. Nos in tehnologijo pa je imel iz letala F-5E. Na začetku se je imenoval tigershark. Northrop pa je čakal na odobritev predznaka F-20A, ki so ga dobili leta 1983. Z letalom so začeli testirati avgusta leta 1982. Do aprila leta 1983 je letal zabeležilo 240 poletov. Do takrat je letalo pilotiralo 15 pilotov iz 10 držav. Iz med 244 načrtovanimi poleti so samo 4 polete odpovedali zaradi okvar. GG1001 se je zelo dobro izkazal na testiranjih. V prvih 21 dneh je bila njegova zanesljivost 100 %. Letalo je vzdržalo tudi več zaporednih letov brez vmesnih vzdrževanj. Nekatere sposobnosti so bile celo boljše kot so pričakovali. USAF mu je podaril oznako 82-0062. Na začetku je bilo letalo rdeče barve z belo črto. V jeseni leta 1983 pa so ga pred pariškem letalskim mitingu prebarvali na sivo. Zaradi velikega interesa USAFa je dobil novo registracijo N4416T. Letalo so testirali piloti iz  ZDA, Indonezije, Nemčije, Nove Zelandije, Portugalske, Maroka, Avstrije, Švice, Grčije, Brazilije, Kolumbije in celo iz Jugoslavije. Northrop pa je demonstriral letalo tudi v drugih državah. Letalo je leto vse do leta 1984. Med demonstracijo 10 oktobra se je z letalom smrtno ponesrečil glavni Northropov testni pilot Darrell E Cornell.

### GI1001
Letalo je prvič poletelo avgusta 1983. Bilo je sive barve. Registrirano je bilo pod registracijo N3986B. Iz med treh letal F-20 tigershark je bilo to najbolj zanesljivo letalo. Verzija letala GI1001 je bila skupaj z letalom GG1001 na demonstraciji za potencialne kupce. Demonstracija se je za   GI1001 končala zelo uspešno. Do napake je prišlo samo enkrat. To je bil računalniški hrošč, ki je napačno prikazoval zemljepisno dolžino. Kljub vsem uspehom je tudi to letalo strmoglavilo. V nesreči je umrl  Dave Barnes, ki je treniral že vpeljano rutino.

### GI1002
Letalo je prvič poletelo 12 maja leta 1984. Njena registracija je bila N44671. Letalo je vsebovalo sive barve. Zaradi nesreče prejšnjih dveh letal je to letalo samevalo na demonstracijah. Ker ni bilo naročil za letalo so se pri Northropu odločili, da odstopijo od projekta. Do leta 1990 je bilo letalo celo pripravljeno za primer, da bi se kupec le našel. Vendar do tega ni prišlo, zato so je Northrop odločil letalo podariti znanstvenemu centru v Kaliforniji.

### GI1003
To letalo ni bilo nikoli izdelano. Vse je ostalo samo pri načrtu za končni izvodni produkt.

## Zmogljivosti
F-20 ima vgrajen zelo zmogljiv radar AN/APG-67(V), ki so ga izdelali v Genaral Eelectic. Radar ima tri sisteme: air to air(zrak-zrak), air to land (zrak-zemlja)in air to sea(zrak-morje). Air to air(zrak-zrak) sistem omogoča pilotu gledanje tarče pod letalom in nad letalom, označevanje tarče, posamezno sledenje tarče itd. Sistem air to gound (zrak-zemlja) ima sposobnost mapiranja zemlje, zaznava premično tarčo, označevanje cilja in poti. Radar je prilagojen tudi za napad na plovila. To mu omogoča sistem air to sea(zrak-morje). Te sistemi so uporabni podnevi ali ponoči v vseh vremenskih pogojih. Izpopolnjuje vse nove USAF standarde. Ima DDI (digitalen prikaz znakov), HUD (zaslon pred vetrobranskim steklom), HOTAS (gre za princip roki na krmilni palici in plinski ročici). 5050 galon goriva zadostuje za 2,760 km. Poganja ga motor General Electric F-404, ki je eden najboljših motorjev na svetu. Poleg letala F-20 ga ima tudi McDonnell Douglas F/A-18 Hornet. Motor letalo požene do 2,1 M (1M=hitrost zvoka). To letalo pa naj bi bilo tudi zelo lahko krmljivo. Vendar je to zelo relativna lasnost, saj sta kr dve od treh letal strmoglavili.

## Zadnji F-20 tigershark
Zadnji F-20 tigershark se nahaja v znastvenem centru v Los Angelesu. Znastvenemu centru so letalo podarili pri Northropu. To je edini še cel primerek tega letala. Od treh letal, ki so bile narejene so se dve letali zrušili med prodajno demonstracijo.

## Oborožitev
Letalo je oboroženo z dvema topoma M 39, ki je bil izdelan v poznih štiridesetih. Ta 20 mm top je bil še posebej priljubljen v sedemdesetih letih. Seveda se je do intergracije v letalo F-20 tudi spremenil. Letalo lahko nosi dve oziroma pri misijah zrak-zrak tudi do pet raket AIM-9 Sidewinder. Skupaj lahko na petih obesnih točkah nosi do 3,600 kg skupne mase oborožitve (raketa AIM-9 Sidewinder tehta 91 kg).